# Периодизация психического развития Д. Б. Эльконина
Периодиза́ция психи́ческого разви́тия Д. Б. Элько́нина — возрастная периодизация развития ребёнка от рождения до 17 лет, разработанная советским психологом Д. Б. Элькониным. Периодизация Эльконина является общепринятой в российской возрастной психологии.

## Критерии периодизации
В периодизации Д. Б. Эльконина интегрированы теория деятельности А. Н. Леонтьева, концепция развития личности Л. И. Божович и основные положения Л. С. Выготского о структуре и динамике психологического возраста.
Согласно Л. С. Выготскому, возрастной период характеризуется своей социальной ситуацией развития — совершенно своеобразным, специфическим для данного возраста, исключительным, единственным и неповторимым отношением между ребёнком и окружающей его действительностью, прежде всего социальной.
Структура психологического возраста включает в себя так же такой компонент как ведущая деятельность. Посредством ведущей деятельности происходит развитие других видов деятельности ребёнка и обеспечивается появление психологических новообразований. Возрастные новообразования — новый тип строения личности и деятельности, психические и социальные изменения, которые впервые возникают на конкретной возрастной стадии и которые определяют сознание ребёнка, его отношение к среде, его внутреннюю и внешнюю жизнь, весь ход развития в данный период.[4]
Ребёнок в процессе своего развития находится во взаимодействии с окружающими его предметами и взрослыми. Использование ведущей деятельности в качестве критерия периодизации позволяет выделить две системы деятельности: «ребёнок — общественный предмет» и «ребёнок — общественный взрослый». Физические свойства предметов не содержат в себе информацию об общественном происхождении предметов, о выработанных способах действий с ними. Для понимания способов действий с общественным предметом, для воспроизведения общественного опыта физические свойства вещи выступают лишь как ориентиры, а носителем этих способов является взрослый человек. В процессе усвоения общественно выработанных способов действий с предметами происходит всестороннее интеллектуальное развитие ребёнка и формирование его как члена общества. Взрослый выступает перед ребёнком не со стороны случайных и индивидуальных качеств, а как носитель определённых видов общественной деятельности, осуществляющий определённые задачи и подчиняющийся определённым нормам. В то же время, из внешних свойств деятельности взрослого не следуют её задачи и мотивы: она для ребёнка воспринимается как преобразование или производство предметов. «Поэтому становится необходимым особый процесс усвоения задач и мотивов человеческой деятельности и тех норм отношений, в которые вступают люди в процессе её осуществления».[3]
Соответственно этим двум системам («ребёнок — общественный предмет» и «ребёнок — общественный взрослый») Эльконин выделяет 2 линии развития ребёнка: операционно-техническую и мотивационно-потребностную. Соотношение динамики развития каждой из этих линий лежит в основе выделения возрастных периодов.
Таким образом, каждый возраст в периодизации Д. Б. Эльконина может быть описан через социальную ситуацию развития, ведущую деятельность и новообразования.

## Периодизация психического развития Д. Б. Эльконина
Согласно Д. Б. Эльконину всё детство разделяется на 3 эпохи. Переход от одной эпохи к другой происходит в результате кризиса, в котором разрешается движущее противоречие между уровнем развития двух сфер: развитые операционно-технические способности не соответствуют наличествующей мотивационной сфере ребёнка. Каждая эпоха, кроме первой (она состоит из трёх), состоит из 2 периодов, различающихся тем, какая система является преобладающей: первый период внутри каждой эпохи связан с развитием мотивационно-потребностной сферы, а второй — операционно-технической. Кризис при переходе от одного периода к другому внутри эпохи связан с несоответствием сформировавшихся мотивов и потребностей с теми возможностями реализации деятельности, которые есть у ребёнка. В периодах можно выделить более мелкие единицы — фазы.
В периодизацию не включено пренатальное развитие, так как в этом периоде действуют другие механизмы развития (органического созревания).

### Эпоха раннего детства (0–3 лет)

#### Период новорожденности (0–1,5–2 месяца)
- Социальная ситуация развития: полная биологическая зависимость от матери
- Ведущая деятельность: эмоциональное общение
- Центральное новообразование: становление индивидуальной психической жизни. Другие новообразования: Комплекс оживления

Данная эпоха начинается с кризиса новорожденности. Кризис порождается противоречием между полной беспомощностью ребёнка и его зависимостью от близкого взрослого с одной стороны, и отсутствием готовых форм общения, с другой. Разрешение кризиса происходит к 2 месяцам и связано с появлением индивидуальной психической жизни и потребности в общении (комплекс оживления).

#### Период младенчества (2 месяца — 1 год)
- Социальная ситуация развития: связанность, «слитость» ребёнка с матерью, все формы активности младенца опосредованы взрослым; ребёнок вплетён в деятельность ухаживающего взрослого. Эту ситуацию развития называют ситуацией «Пра-Мы».
- Ведущая деятельность: непосредственное эмоциональное общение с взрослым (мотивационная сфера)
- Новообразования: ходьба, эмоционально-заряженные представления, открытие своего физического Я (понимание своего облика в зеркале), выделение себя в мире людей.

Выделяют раннее и позднее младенчество. В раннем младенчестве основной формой общения является ситуативно-личностная, и развивается преимущественно восприятие. В позднем же младенчестве появляется ситуативно-деловое общение и большее развитие происходит в сфере моторных функций (локомоторные и мануальные действия).
Период младенчества заканчивается кризисом одного года. Ребёнок ещё не владеет необходимыми операционно-техническими средствами, чтобы осуществлять деятельность, соответствующую его сформированным мотивам. У ребёнка создаётся основа для выделения самого себя в мире людей, мотивы становятся автономными.

#### Период раннего детства (1–3 года)
- Социальная ситуация развития: распад «Пра-Мы», появление относительной самостоятельности и автономности в передвижении, возрастающий интерес к предметам приводит к необходимости изменения привычных средств общения, взрослый теперь воспринимается не как посредник между ребёнком и окружающим миром, а как помощник при их взаимодействии.
- Ведущая деятельность: предметно-орудийная, взаимодействие с предметами как с социальными орудиями (операционно-техническая сфера).
- Новообразования: речь; открытие себя в качестве субъекта деятельности — стремление самостоятельно выполнять деятельность, которую выполняет взрослый, появление местоимения «Я»; чувство гордости за свои достижения.

Период раннего детства так же делят на две фазы, граница между которыми проходит примерно в возрасте 1,5–1,8 лет. В первой фазе в основном развивается импрессивная речь ребёнка (происходит усвоение слов, названий предметов), а во второй фазе преимущественное развитие происходит в сфере экспрессивной речи (ребёнок начинает говорить слова, пытается строить предложения, то есть сам использует речь для взаимодействия с окружающими людьми). Ранний возраст (и эпоха раннего детства, соответственно) заканчивается кризисом 3 лет — кризисом «Я-сам». Ребёнок открывает себя как субъект деятельности, поэтому в течение кризиса происходит перестройка отношений между ребёнком и взрослым в пользу большей автономии ребёнка. Этот кризис обладает яркой симптоматикой: негативизм, упрямство, строптивость, своеволие, обесценивание взрослых, стремление к деспотизму.

### Эпоха детства (3–11 лет)

#### Период дошкольного детства (3–7 лет)
- Социальная ситуация развития: распад совместной деятельности с взрослым; поведение взрослого выступает образцом, который моделируется ребёнком в совместной со сверстником деятельности.
- Ведущая деятельность: сюжетно-ролевая игра (мотивационно-потребностная сфера).
- Новообразования: преодоление эгоцентризма, усвоение первых этических категорий добра и зла, развитие произвольности поведения, формирование наглядно-образного мышления, появление первичной иерархии мотивов, открытие себя в качестве носителя внутреннего мира, возникновения внутренней позиции школьника (высокая познавательная мотивация, желание учиться), знаково-символическая функция сознания (возможность использовать один предмет в качестве заместителя другого).

Переход от дошкольного детства к следующему периоду происходит вследствие преодоления кризиса 7 лет. Этот кризис связан с формированием внутренних переживаний, опосредующих отношение ребёнка к миру. Основные симптомы кризиса:
- потеря непосредственности: появляется дополнительное обдумывание последствий своих действий, его переживания и желания не соответствуют поведению, у ребёнка появляются секреты.
- манерничание: ребёнок в некоторых ситуациях начинает играть определённую роль, что-то из себя изображая;
- феномен «горькой конфеты»: мотив соблюдения правил становится сильнее мотива получить желаемое. Ребёнок может не радоваться тому, что получил нечестно.

#### Младший школьный возраст (7–11 лет)
- Социальная ситуация развития: изменение привычной формы жизни ребёнка, появление нового взрослого — социального взрослого. Две линии развития отношений: «ребёнок — близкий взрослый» и «ребёнок – социальный взрослый».
- Ведущая деятельность: учебная, направлена на овладение универсальными способами действий в системе научных понятий (операционно-техническая сфера).
- Новообразования: произвольность психических процессов, рефлексия, планирование, формирование воли, интеллектуализация психических функций, знаковое опосредование психических процессов, теоретическое мышление.

Завершается данный период (и эпоха детства) кризисом 12 лет. Происходит изменение представления ребёнка о себе в связи с началом полового созревания и появлением способности к рефлексии своих чувств и действий.

### Эпоха подростничества (12–17 лет)

#### Младший подростковый возраст (12–15 лет)
- Социальная ситуация развития: общей характеристикой является расширение сферы социальной активности и изменение отношений с учителями, сверстниками, родителями. Переход в среднюю школу сопровождается увеличением числа и разнообразия преподавателей, с которыми необходимо выстраивать отношения; отношения со сверстниками выходят за рамки учебной деятельности. Оформляются подростковые сообщества, в которых осваиваются нормы социальной жизни, нравственные нормы регуляции отношений.
- Ведущая деятельность: интимно-личностное общение, направленное на познание другого человека, себя, межличностных отношений, на усвоение норм социального поведения (мотивационно-потребностная сфера).
- Новообразования: чувство взрослости, возникновение личностной рефлексии, и на её основе самосознания, открытие своего «Я».

Кризис 15 лет связан с необходимостью изменить своё место в обществе в связи с новым пониманием себя. У подростка к этому возрасту появляется желание видеть себя в роли взрослого, он хочет, чтобы к нему относились как к взрослому, а родители (и другие взрослые в окружении) оказываются ещё не готовы к этому.

#### Старший подростковый возраст (15–17 лет)
- Социальная ситуация развития: изменение характера учебной деятельности, она приобретает характер деятельности по самообразованию, подросток среди многообразия секций, курсов, возможных профессий, репетиторов и хобби находится перед  профессиональным выбором.
- Ведущая деятельность: учебно-профессиональная, которая предполагает овладение системой научных понятий в рамках предварительного профессионального самоопределения, приобретение профессиональных знаний и умений (операционно-техническая сфера).
- Новообразования: профессиональное и личностное самоопределение, система ценностных ориентаций.

Эпоха подростничества завершается кризисом 17 лет, который связан со вступлением человека во взрослую жизнь, сменой стиля жизни, вида деятельности, и круга общения.
Выделение общих закономерностей развития после 17 лет оказывается очень затруднительным из-за огромного многообразия тех жизненных путей, которые может выбрать человек.